# Eleições europeias de 2014 em Leiria

## Resultados Oficiais
| Partido                 | Partido                               | Votos   | %               | +/-   |
| ----------------------- | ------------------------------------- | ------- | --------------- | ----- |
|                         | Aliança Portugal                      | 15 625  | 39,95 / 100,00  | 10,79 |
|                         | Partido Socialista                    | 8 493   | 21,71 / 100,00  | 3,79  |
|                         | Partido da Terra                      | 2 625   | 6,71 / 100,00   | 6,01  |
|                         | Coligação Democrática Unitária        | 2 242   | 5,73 / 100,00   | 1,80  |
|                         | Bloco de Esquerda                     | 1 864   | 4,77 / 100,00   | 6,07  |
|                         | LIVRE                                 | 976     | 2,50 / 100,00   | Novo  |
|                         | Partido pelos Animais e pela Natureza | 738     | 1,89 / 100,00   | Novo  |
|                         | PCTP/MRPP                             | 435     | 1,11 / 100,00   | 0,37  |
|                         | Outros                                | 1 468   | 3,75 / 100,00   |       |
| Votos Inválidos         | Votos Inválidos                       | 4 648   | 11,88 / 100,00  | 1,02  |
| Total                   | Total                                 | 39 114  | 100,00 / 100,00 |       |
| Eleitorado/Participação | Eleitorado/Participação               | 113 031 | 34,60 / 100,00  | 4,37  |

## Resultados por Freguesia
Os resultados seguintes referem-se aos partidos que obtiveram mais de 1,00% dos votos:
| Freguesia                         | %     | %     | %    | %    | %    | %    | %    | %    | Votantes |
| Freguesia                         | AP    | PS    | MPT  | CDU  | BE   | L    | PAN  | PCTP | Votantes |
| --------------------------------- | ----- | ----- | ---- | ---- | ---- | ---- | ---- | ---- | -------- |
| Amor                              | 35,50 | 21,83 | 5,50 | 7,33 | 5,11 | 3,13 | 1,45 | 1,53 | 1 310    |
| Arrabal                           | 48,93 | 16,27 | 6,65 | 3,68 | 2,76 | 2,66 | 1,23 | 0,82 | 977      |
| Bajouca                           | 68,02 | 6,59  | 3,85 | 1,43 | 1,98 | 1,98 | 1,76 | 0,33 | 910      |
| Bidoeira de Cima                  | 65,33 | 6,45  | 3,30 | 1,58 | 2,15 | 2,01 | 1,00 | 0,43 | 698      |
| Caranguejeira                     | 60,81 | 10,49 | 5,24 | 2,19 | 1,96 | 1,96 | 1,67 | 0,75 | 1 735    |
| Coimbrão                          | 32,74 | 31,13 | 5,01 | 3,76 | 3,58 | 1,43 | 1,61 | 0,89 | 559      |
| Colmeias e Memória                | 57,73 | 16,49 | 6,53 | 2,32 | 2,15 | 1,03 | 0,95 | 0,77 | 1 164    |
| Leiria, Pousos, Barreira e Cortes | 32,84 | 24,61 | 7,88 | 7,17 | 6,40 | 3,10 | 2,23 | 0,90 | 9 966    |
| Maceira                           | 29,08 | 29,40 | 7,26 | 7,20 | 4,83 | 2,33 | 1,56 | 2,33 | 3 085    |
| Marrazes e Barosa                 | 27,83 | 27,28 | 7,79 | 8,96 | 6,45 | 3,05 | 2,65 | 1,45 | 6 159    |
| Milagres                          | 45,63 | 18,12 | 7,14 | 3,97 | 4,37 | 1,72 | 0,53 | 0,79 | 756      |
| Monte Real e Carvide              | 33,69 | 27,15 | 6,65 | 5,24 | 5,30 | 2,65 | 1,07 | 1,46 | 1 775    |
| Monte Redondo e Carreira          | 44,04 | 21,28 | 4,81 | 5,47 | 3,28 | 1,86 | 1,48 | 1,09 | 1 828    |
| Parceiros e Azoia                 | 32,15 | 25,39 | 7,56 | 5,93 | 6,32 | 2,34 | 2,17 | 1,55 | 2 261    |
| Regueira de Pontes                | 38,22 | 21,04 | 5,78 | 4,74 | 4,00 | 2,67 | 2,52 | 0,74 | 675      |
| Santa Catarina da Serra e Chainça | 63,20 | 10,60 | 4,91 | 1,42 | 1,82 | 1,32 | 1,28 | 0,74 | 2 038    |
| Santa Eufémia e Boa Vista         | 56,80 | 12,29 | 4,51 | 3,13 | 3,13 | 2,04 | 2,11 | 0,44 | 1 375    |
| Souto da Carpalhosa e Ortigosa    | 54,86 | 13,35 | 6,19 | 2,71 | 2,01 | 1,84 | 1,68 | 0,54 | 1 843    |
| Leiria                            | 39,95 | 21,71 | 6,71 | 5,73 | 4,77 | 2,50 | 1,89 | 1,11 | 39 114   |

#### Amor
| Partido                 | Partido                               | Votos | %               | +/-  |
| ----------------------- | ------------------------------------- | ----- | --------------- | ---- |
|                         | Aliança Portugal                      | 465   | 35,50 / 100,00  | 8,32 |
|                         | Partido Socialista                    | 286   | 21,83 / 100,00  | 3,04 |
|                         | Coligação Democrática Unitária        | 96    | 7,33 / 100,00   | 2,60 |
|                         | Partido da Terra                      | 72    | 5,50 / 100,00   | 4,61 |
|                         | Bloco de Esquerda                     | 67    | 5,11 / 100,00   | 7,85 |
|                         | LIVRE                                 | 41    | 3,13 / 100,00   | Novo |
|                         | Partido da Nova Democracia            | 21    | 1,60 / 100,00   | -    |
|                         | PCTP/MRPP                             | 20    | 1,53 / 100,00   | 0,23 |
|                         | Partido pelos Animais e pela Natureza | 19    | 1,45 / 100,00   | Novo |
|                         | Outros                                | 45    | 3,45 / 100,00   |      |
| Votos Inválidos         | Votos Inválidos                       | 178   | 13,59 / 100,00  | 1,58 |
| Total                   | Total                                 | 1 310 | 100,00 / 100,00 |      |
| Eleitorado/Participação | Eleitorado/Participação               | 4 127 | 31,74 / 100,00  | 2,57 |

#### Arrabal
| Partido                 | Partido                               | Votos | %               | +/-  |
| ----------------------- | ------------------------------------- | ----- | --------------- | ---- |
|                         | Aliança Portugal                      | 478   | 48,93 / 100,00  | 9,52 |
|                         | Partido Socialista                    | 159   | 16,27 / 100,00  | 2,57 |
|                         | Partido da Terra                      | 65    | 6,65 / 100,00   | 5,76 |
|                         | Coligação Democrática Unitária        | 36    | 3,68 / 100,00   | 0,66 |
|                         | Bloco de Esquerda                     | 27    | 2,76 / 100,00   | 6,05 |
|                         | LIVRE                                 | 26    | 2,66 / 100,00   | Novo |
|                         | Partido pelos Animais e pela Natureza | 12    | 1,23 / 100,00   | Novo |
|                         | Partido da Nova Democracia            | 10    | 1,02 / 100,00   | -    |
|                         | Outros                                | 42    | 4,81 / 100,00   |      |
| Votos Inválidos         | Votos Inválidos                       | 117   | 11,98 / 100,00  | 1,66 |
| Total                   | Total                                 | 977   | 100,00 / 100,00 |      |
| Eleitorado/Participação | Eleitorado/Participação               | 2 509 | 38,94 / 100,00  | 3,98 |

#### Bajouca
| Partido                 | Partido                               | Votos | %               | +/-  |
| ----------------------- | ------------------------------------- | ----- | --------------- | ---- |
|                         | Aliança Portugal                      | 619   | 68,02 / 100,00  | 4,58 |
|                         | Partido Socialista                    | 60    | 6,59 / 100,00   | 0,72 |
|                         | Partido da Terra                      | 35    | 3,85 / 100,00   | 3,01 |
|                         | Bloco de Esquerda                     | 18    | 1,98 / 100,00   | 2,87 |
|                         | LIVRE                                 | 18    | 1,98 / 100,00   | Novo |
|                         | Partido pelos Animais e pela Natureza | 16    | 1,76 / 100,00   | Novo |
|                         | Coligação Democrática Unitária        | 13    | 1,43 / 100,00   | 0,22 |
|                         | Outros                                | 30    | 3,30 / 100,00   |      |
| Votos Inválidos         | Votos Inválidos                       | 101   | 11,10 / 100,00  | 0,56 |
| Total                   | Total                                 | 910   | 100,00 / 100,00 |      |
| Eleitorado/Participação | Eleitorado/Participação               | 1 912 | 47,59 / 100,00  | 4,83 |

#### Bidoeira de Cima
| Partido                 | Partido                               | Votos | %               | +/-  |
| ----------------------- | ------------------------------------- | ----- | --------------- | ---- |
|                         | Aliança Portugal                      | 456   | 65,33 / 100,00  | 8,60 |
|                         | Partido Socialista                    | 45    | 6,45 / 100,00   | 1,39 |
|                         | Partido da Terra                      | 23    | 3,30 / 100,00   | 2,52 |
|                         | Bloco de Esquerda                     | 15    | 2,15 / 100,00   | 2,39 |
|                         | LIVRE                                 | 14    | 2,01 / 100,00   | Novo |
|                         | Partido da Nova Democracia            | 12    | 1,72 / 100,00   | -    |
|                         | Coligação Democrática Unitária        | 11    | 1,58 / 100,00   | 0,50 |
|                         | Partido pelos Animais e pela Natureza | 7     | 1,00 / 100,00   | Novo |
|                         | Outros                                | 17    | 2,44 / 100,00   |      |
| Votos Inválidos         | Votos Inválidos                       | 98    | 14,04 / 100,00  | 4,19 |
| Total                   | Total                                 | 698   | 100,00 / 100,00 |      |
| Eleitorado/Participação | Eleitorado/Participação               | 2 133 | 32,72 / 100,00  | 2,68 |

#### Caranguejeira
| Partido                 | Partido                               | Votos | %               | +/-  |
| ----------------------- | ------------------------------------- | ----- | --------------- | ---- |
|                         | Aliança Portugal                      | 1 055 | 60,81 / 100,00  | 9,63 |
|                         | Partido Socialista                    | 182   | 10,49 / 100,00  | 2,32 |
|                         | Partido da Terra                      | 91    | 5,24 / 100,00   | 4,77 |
|                         | Coligação Democrática Unitária        | 38    | 2,19 / 100,00   | 0,63 |
|                         | Bloco de Esquerda                     | 34    | 1,96 / 100,00   | 3,66 |
|                         | LIVRE                                 | 34    | 1,96 / 100,00   | Novo |
|                         | Partido pelos Animais e pela Natureza | 29    | 1,67 / 100,00   | Novo |
|                         | Outros                                | 59    | 3,41 / 100,00   |      |
| Votos Inválidos         | Votos Inválidos                       | 213   | 12,28 / 100,00  | 2,41 |
| Total                   | Total                                 | 1 735 | 100,00 / 100,00 |      |
| Eleitorado/Participação | Eleitorado/Participação               | 4 551 | 38,12 / 100,00  | 5,68 |

#### Coimbrão
| Partido                 | Partido                               | Votos | %               | +/-  |
| ----------------------- | ------------------------------------- | ----- | --------------- | ---- |
|                         | Aliança Portugal                      | 183   | 32,74 / 100,00  | 8,88 |
|                         | Partido Socialista                    | 174   | 31,13 / 100,00  | 7,23 |
|                         | Partido da Terra                      | 28    | 5,01 / 100,00   | 3,87 |
|                         | Coligação Democrática Unitária        | 21    | 3,76 / 100,00   | 0,79 |
|                         | Bloco de Esquerda                     | 20    | 3,58 / 100,00   | 6,18 |
|                         | Partido da Nova Democracia            | 10    | 1,79 / 100,00   | -    |
|                         | Partido pelos Animais e pela Natureza | 9     | 1,61 / 100,00   | Novo |
|                         | Partido Popular Monárquico            | 9     | 1,61 / 100,00   | 1,45 |
|                         | LIVRE                                 | 8     | 1,43 / 100,00   | Novo |
|                         | Outros                                | 13    | 2,33 / 100,00   |      |
| Votos Inválidos         | Votos Inválidos                       | 84    | 15,03 / 100,00  | 1,21 |
| Total                   | Total                                 | 559   | 100,00 / 100,00 |      |
| Eleitorado/Participação | Eleitorado/Participação               | 1 793 | 31,18 / 100,00  | 1,48 |

#### Colmeias e Memória
| Partido                 | Partido                        | Votos | %               |
| ----------------------- | ------------------------------ | ----- | --------------- |
|                         | Aliança Portugal               | 672   | 57,73 / 100,00  |
|                         | Partido Socialista             | 192   | 16,49 / 100,00  |
|                         | Partido da Terra               | 76    | 6,53 / 100,00   |
|                         | Coligação Democrática Unitária | 27    | 2,32 / 100,00   |
|                         | Bloco de Esquerda              | 25    | 2,15 / 100,00   |
|                         | LIVRE                          | 12    | 1,03 / 100,00   |
|                         | Outros                         | 55    | 4,73 / 100,00   |
| Votos Inválidos         | Votos Inválidos                | 105   | 9,02 / 100,00   |
| Total                   | Total                          | 1 164 | 100,00 / 100,00 |
| Eleitorado/Participação | Eleitorado/Participação        | 4 437 | 26,23 / 100,00  |

#### Leiria, Pousos, Barreira e Cortes
| Partido                 | Partido                               | Votos  | %               |
| ----------------------- | ------------------------------------- | ------ | --------------- |
|                         | Aliança Portugal                      | 3 273  | 32,84 / 100,00  |
|                         | Partido Socialista                    | 2 453  | 24,61 / 100,00  |
|                         | Partido da Terra                      | 785    | 7,88 / 100,00   |
|                         | Coligação Democrática Unitária        | 715    | 7,17 / 100,00   |
|                         | Bloco de Esquerda                     | 638    | 6,40 / 100,00   |
|                         | LIVRE                                 | 309    | 3,10 / 100,00   |
|                         | Partido pelos Animais e pela Natureza | 222    | 2,23 / 100,00   |
|                         | Outros                                | 427    | 4,27 / 100,00   |
| Votos Inválidos         | Votos Inválidos                       | 1 147  | 11,47 / 100,00  |
| Total                   | Total                                 | 9 966  | 100,00 / 100,00 |
| Eleitorado/Participação | Eleitorado/Participação               | 27 484 | 36,26 / 100,00  |

#### Maceira
| Partido                 | Partido                               | Votos | %               | +/-   |
| ----------------------- | ------------------------------------- | ----- | --------------- | ----- |
|                         | Partido Socialista                    | 907   | 29,40 / 100,00  | 4,94  |
|                         | Aliança Portugal                      | 897   | 29,08 / 100,00  | 10,41 |
|                         | Partido da Terra                      | 224   | 7,26 / 100,00   | 6,51  |
|                         | Coligação Democrática Unitária        | 222   | 7,20 / 100,00   | 1,50  |
|                         | Bloco de Esquerda                     | 149   | 4,83 / 100,00   | 6,56  |
|                         | LIVRE                                 | 72    | 2,33 / 100,00   | Novo  |
|                         | PCTP/MRPP                             | 72    | 2,33 / 100,00   | 0,99  |
|                         | Partido pelos Animais e pela Natureza | 48    | 1,56 / 100,00   | Novo  |
|                         | Outros                                | 131   | 4,24 / 100,00   |       |
| Votos Inválidos         | Votos Inválidos                       | 363   | 11,76 / 100,00  | 0,65  |
| Total                   | Total                                 | 3 085 | 100,00 / 100,00 |       |
| Eleitorado/Participação | Eleitorado/Participação               | 8 665 | 35,60 / 100,00  | 1,30  |

#### Marrazes e Barosa
| Partido                 | Partido                               | Votos  | %               |
| ----------------------- | ------------------------------------- | ------ | --------------- |
|                         | Aliança Portugal                      | 1 714  | 27,83 / 100,00  |
|                         | Partido Socialista                    | 1 680  | 27,28 / 100,00  |
|                         | Coligação Democrática Unitária        | 552    | 8,96 / 100,00   |
|                         | Partido da Terra                      | 480    | 7,79 / 100,00   |
|                         | Bloco de Esquerda                     | 397    | 6,45 / 100,00   |
|                         | LIVRE                                 | 188    | 3,05 / 100,00   |
|                         | Partido pelos Animais e pela Natureza | 163    | 2,65 / 100,00   |
|                         | PCTP/MRPP                             | 89     | 1,45 / 100,00   |
|                         | Partido da Nova Democracia            | 75     | 1,22 / 100,00   |
|                         | Outros                                | 171    | 2,77 / 100,00   |
| Votos Inválidos         | Votos Inválidos                       | 650    | 10,55 / 100,00  |
| Total                   | Total                                 | 6 159  | 100,00 / 100,00 |
| Eleitorado/Participação | Eleitorado/Participação               | 20 341 | 30,28 / 100,00  |

#### Milagres
| Partido                 | Partido                        | Votos | %               | +/-  |
| ----------------------- | ------------------------------ | ----- | --------------- | ---- |
|                         | Aliança Portugal               | 345   | 45,63 / 100,00  | 8,91 |
|                         | Partido Socialista             | 137   | 18,12 / 100,00  | 2,69 |
|                         | Partido da Terra               | 54    | 7,14 / 100,00   | 6,32 |
|                         | Bloco de Esquerda              | 33    | 4,37 / 100,00   | 3,40 |
|                         | Coligação Democrática Unitária | 30    | 3,97 / 100,00   | 0,55 |
|                         | LIVRE                          | 13    | 1,72 / 100,00   | Novo |
|                         | Partido Popular Monárquico     | 8     | 1,06 / 100,00   | 0,71 |
|                         | Outros                         | 33    | 4,37 / 100,00   |      |
| Votos Inválidos         | Votos Inválidos                | 103   | 13,63 / 100,00  | 0,08 |
| Total                   | Total                          | 756   | 100,00 / 100,00 |      |
| Eleitorado/Participação | Eleitorado/Participação        | 2 954 | 25,59 / 100,00  | 2,31 |

#### Monte Real e Carvide
| Partido                 | Partido                               | Votos | %               |
| ----------------------- | ------------------------------------- | ----- | --------------- |
|                         | Aliança Portugal                      | 598   | 33,69 / 100,00  |
|                         | Partido Socialista                    | 482   | 27,15 / 100,00  |
|                         | Partido da Terra                      | 118   | 6,65 / 100,00   |
|                         | Bloco de Esquerda                     | 94    | 5,30 / 100,00   |
|                         | Coligação Democrática Unitária        | 93    | 5,24 / 100,00   |
|                         | LIVRE                                 | 47    | 2,65 / 100,00   |
|                         | PCTP/MRPP                             | 26    | 1,46 / 100,00   |
|                         | Partido da Nova Democracia            | 24    | 1,35 / 100,00   |
|                         | Partido pelos Animais e pela Natureza | 19    | 1,07 / 100,00   |
|                         | Outros                                | 56    | 3,16 / 100,00   |
| Votos Inválidos         | Votos Inválidos                       | 218   | 12,28 / 100,00  |
| Total                   | Total                                 | 1 775 | 100,00 / 100,00 |
| Eleitorado/Participação | Eleitorado/Participação               | 5 198 | 34,15 / 100,00  |

#### Monte Redondo e Carreira
| Partido                 | Partido                               | Votos | %               |
| ----------------------- | ------------------------------------- | ----- | --------------- |
|                         | Aliança Portugal                      | 805   | 44,04 / 100,00  |
|                         | Partido Socialista                    | 389   | 21,28 / 100,00  |
|                         | Coligação Democrática Unitária        | 100   | 5,47 / 100,00   |
|                         | Partido da Terra                      | 88    | 4,81 / 100,00   |
|                         | Bloco de Esquerda                     | 60    | 3,28 / 100,00   |
|                         | LIVRE                                 | 34    | 1,86 / 100,00   |
|                         | Partido pelos Animais e pela Natureza | 27    | 1,48 / 100,00   |
|                         | PCTP/MRPP                             | 20    | 1,09 / 100,00   |
|                         | Outros                                | 56    | 3,06 / 100,00   |
| Votos Inválidos         | Votos Inválidos                       | 249   | 13,62 / 100,00  |
| Total                   | Total                                 | 1 828 | 100,00 / 100,00 |
| Eleitorado/Participação | Eleitorado/Participação               | 5 164 | 35,40 / 100,00  |

#### Parceiros e Azoia
| Partido                 | Partido                               | Votos | %               |
| ----------------------- | ------------------------------------- | ----- | --------------- |
|                         | Aliança Portugal                      | 727   | 32,15 / 100,00  |
|                         | Partido Socialista                    | 574   | 25,39 / 100,00  |
|                         | Partido da Terra                      | 171   | 7,56 / 100,00   |
|                         | Bloco de Esquerda                     | 143   | 6,32 / 100,00   |
|                         | Coligação Democrática Unitária        | 134   | 5,93 / 100,00   |
|                         | LIVRE                                 | 53    | 2,34 / 100,00   |
|                         | Partido pelos Animais e pela Natureza | 49    | 2,17 / 100,00   |
|                         | PCTP/MRPP                             | 35    | 1,55 / 100,00   |
|                         | Outros                                | 76    | 3,36 / 100,00   |
| Votos Inválidos         | Votos Inválidos                       | 299   | 13,22 / 100,00  |
| Total                   | Total                                 | 2 261 | 100,00 / 100,00 |
| Eleitorado/Participação | Eleitorado/Participação               | 6 007 | 37,64 / 100,00  |

#### Regueira de Pontes
| Partido                 | Partido                               | Votos | %               | +/-  |
| ----------------------- | ------------------------------------- | ----- | --------------- | ---- |
|                         | Aliança Portugal                      | 258   | 38,22 / 100,00  | 9,25 |
|                         | Partido Socialista                    | 142   | 21,04 / 100,00  | 0,50 |
|                         | Partido da Terra                      | 39    | 5,78 / 100,00   | 4,85 |
|                         | Coligação Democrática Unitária        | 32    | 4,74 / 100,00   | 0,88 |
|                         | Bloco de Esquerda                     | 27    | 4,00 / 100,00   | 4,24 |
|                         | LIVRE                                 | 18    | 2,67 / 100,00   | Novo |
|                         | Partido pelos Animais e pela Natureza | 17    | 2,52 / 100,00   | Novo |
|                         | Partido da Nova Democracia            | 8     | 1,19 / 100,00   | -    |
|                         | Outros                                | 24    | 3,56 / 100,00   |      |
| Votos Inválidos         | Votos Inválidos                       | 110   | 16,30 / 100,00  | 3,27 |
| Total                   | Total                                 | 675   | 100,00 / 100,00 |      |
| Eleitorado/Participação | Eleitorado/Participação               | 1 944 | 34,72 / 100,00  | 2,27 |

#### Santa Catarina da Serra e Chainça
| Partido                 | Partido                               | Votos | %               |
| ----------------------- | ------------------------------------- | ----- | --------------- |
|                         | Aliança Portugal                      | 1 288 | 63,20 / 100,00  |
|                         | Partido Socialista                    | 216   | 10,60 / 100,00  |
|                         | Partido da Terra                      | 100   | 4,91 / 100,00   |
|                         | Bloco de Esquerda                     | 37    | 1,82 / 100,00   |
|                         | Coligação Democrática Unitária        | 29    | 1,42 / 100,00   |
|                         | LIVRE                                 | 27    | 1,32 / 100,00   |
|                         | Partido pelos Animais e pela Natureza | 26    | 1,28 / 100,00   |
|                         | Partido da Nova Democracia            | 21    | 1,03 / 100,00   |
|                         | Outros                                | 73    | 3,58 / 100,00   |
| Votos Inválidos         | Votos Inválidos                       | 221   | 10,85 / 100,00  |
| Total                   | Total                                 | 2 038 | 100,00 / 100,00 |
| Eleitorado/Participação | Eleitorado/Participação               | 4 446 | 45,84 / 100,00  |

#### Santa Eufémia e Boa Vista
| Partido                 | Partido                               | Votos | %               |
| ----------------------- | ------------------------------------- | ----- | --------------- |
|                         | Aliança Portugal                      | 781   | 56,80 / 100,00  |
|                         | Partido Socialista                    | 169   | 12,29 / 100,00  |
|                         | Partido da Terra                      | 62    | 4,51 / 100,00   |
|                         | Coligação Democrática Unitária        | 43    | 3,13 / 100,00   |
|                         | Bloco de Esquerda                     | 43    | 3,13 / 100,00   |
|                         | Partido pelos Animais e pela Natureza | 29    | 2,11 / 100,00   |
|                         | LIVRE                                 | 28    | 2,04 / 100,00   |
|                         | Partido da Nova Democracia            | 17    | 1,24 / 100,00   |
|                         | Portugal pro Vida                     | 14    | 1,02 / 100,00   |
|                         | Outros                                | 29    | 2,11 / 100,00   |
| Votos Inválidos         | Votos Inválidos                       | 160   | 11,64 / 100,00  |
| Total                   | Total                                 | 1 375 | 100,00 / 100,00 |
| Eleitorado/Participação | Eleitorado/Participação               | 3 940 | 34,90 / 100,00  |

#### Souto da Carpalhosa e Ortigosa
| Partido                 | Partido                               | Votos | %               |
| ----------------------- | ------------------------------------- | ----- | --------------- |
|                         | Aliança Portugal                      | 1 011 | 54,86 / 100,00  |
|                         | Partido Socialista                    | 246   | 13,35 / 100,00  |
|                         | Partido da Terra                      | 114   | 6,19 / 100,00   |
|                         | Coligação Democrática Unitária        | 50    | 2,71 / 100,00   |
|                         | Bloco de Esquerda                     | 37    | 2,01 / 100,00   |
|                         | LIVRE                                 | 34    | 1,84 / 100,00   |
|                         | Partido pelos Animais e pela Natureza | 31    | 1,68 / 100,00   |
|                         | Outros                                | 85    | 4,61 / 100,00   |
| Votos Inválidos         | Votos Inválidos                       | 235   | 12,75 / 100,00  |
| Total                   | Total                                 | 1 843 | 100,00 / 100,00 |
| Eleitorado/Participação | Eleitorado/Participação               | 5 426 | 33,97 / 100,00  |